# Terrain de Gellainville
 (septembre 2015).
Si vous disposez d'ouvrages ou d'articles de référence ou si vous connaissez des sites web de qualité traitant du thème abordé ici, merci de compléter l'article en donnant les références utiles à sa vérifiabilité et en les liant à la section « Notes et références ».
Le Terrain de Gellainville est un stade de baseball situé à Gellainville dans la métropole de Chartres. Le club résident est celui des French Cubs de Chartres.